# Konepaja
Konepaja est une zone résidentielle et de bureaux du centre-ville d'Helsinki en Finlande.

## Description
Konepaja est bordée par les rues Aleksis Kiven katu au sud, Sturenkatu à l'est, Teollisuuskatu au nord et Ratapihantie à l'ouest.
Le résidentiel de Konepaja fait partie du quartier de Vallila, mais borde également Alppila et Itä-Pasila.
Dans les années 1901–2001, l'atelier d'usinage de Pasila de VR-Yhtymä Oy était situé dans la zone.
Les bâtiments qui abritaient l'atelier des moteurs sont maintenant connus sous le nom de Train Factory.
Le quartier résidentiel de Konepaja est conçu pour un total de 2 500 habitants.
Les premiers appartements ont été achevés fin 2007,.
En 2018, l'ancien ambassadeur américain Bruce Oreck et ses partenaires ont acheté les anciennes hangars de locomotives à Konepaja,.
Ils y développent un nouveau centre d'affaires, culturel, de loisirs et commercial, la Train Factory.
La restauration et la rénovation de la première phase de l'usine ferroviaire ont été achevées au printemps 2021.
La deuxième phase s'est achevée fin de 2022.
Les locataires de Train Factory sont installé, entre autres, le Théâtre national de Finlande, Billebeino (fi) et le bar et billard Corona (fi) des frères Aki et Mika Kaurismäki.
Au tournant de 2022-2023, MTV Oy a déménagé d'Ilmala à Konepaja dans des locaux loués à NCC AB (fi).
La zone est traversée par la ligne de tram 9, qui a été mise en service en août 2008.

## Galerie

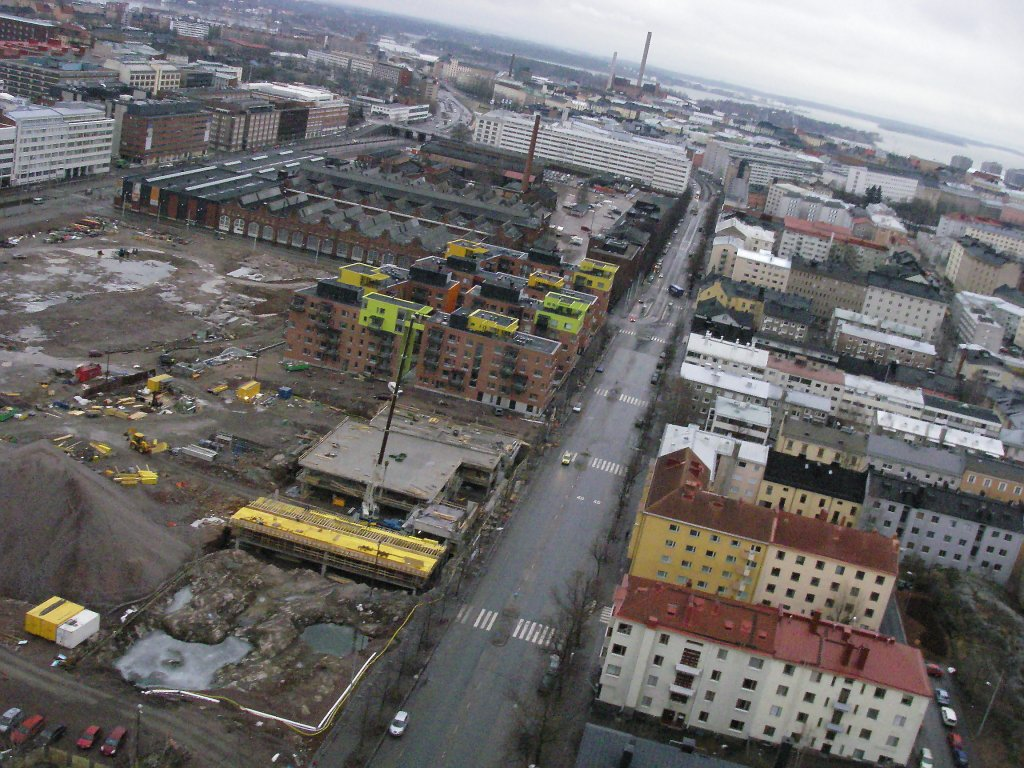
Konepaja en construction en 2009.
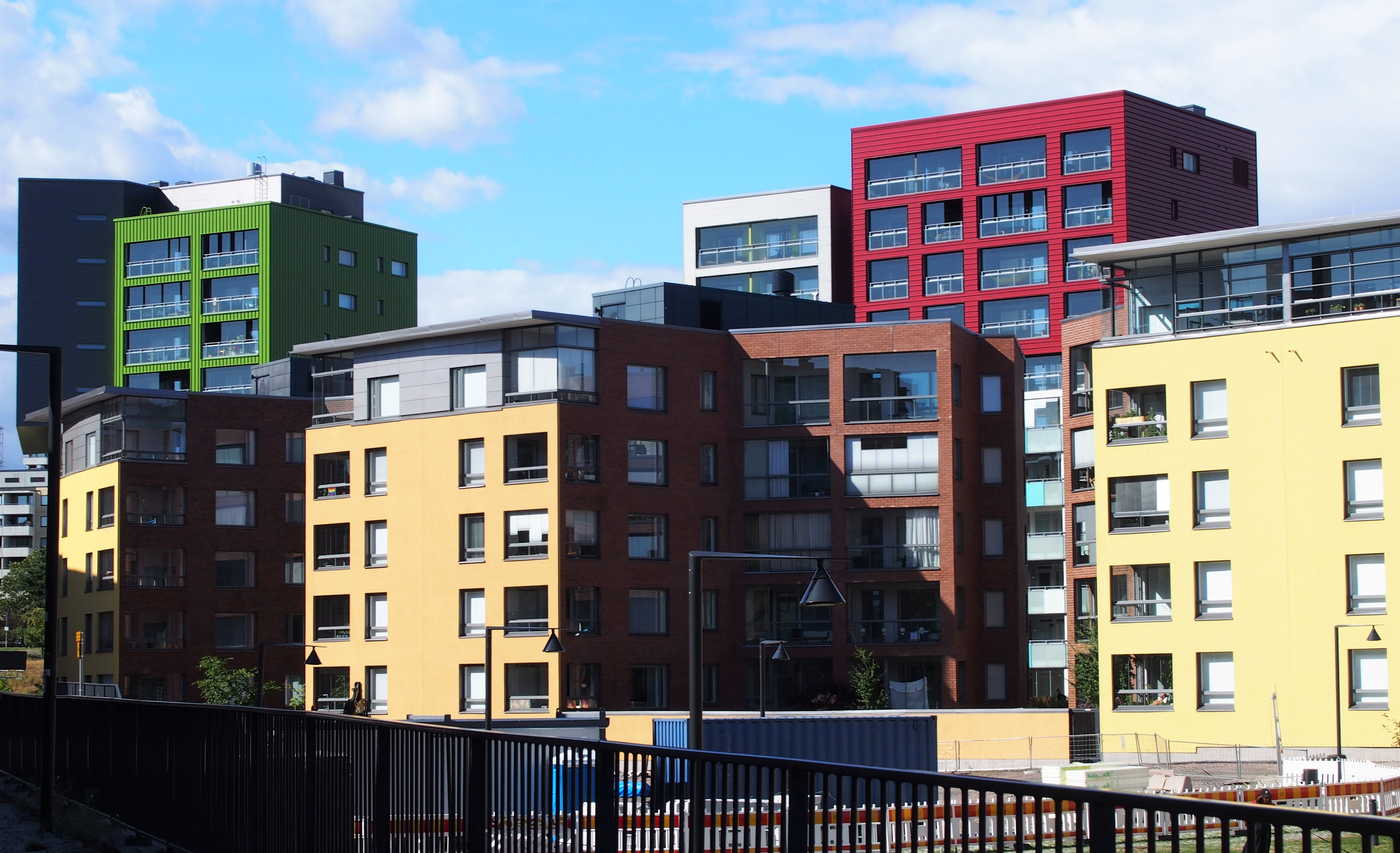
Batiments résidentiels de Konepaja.
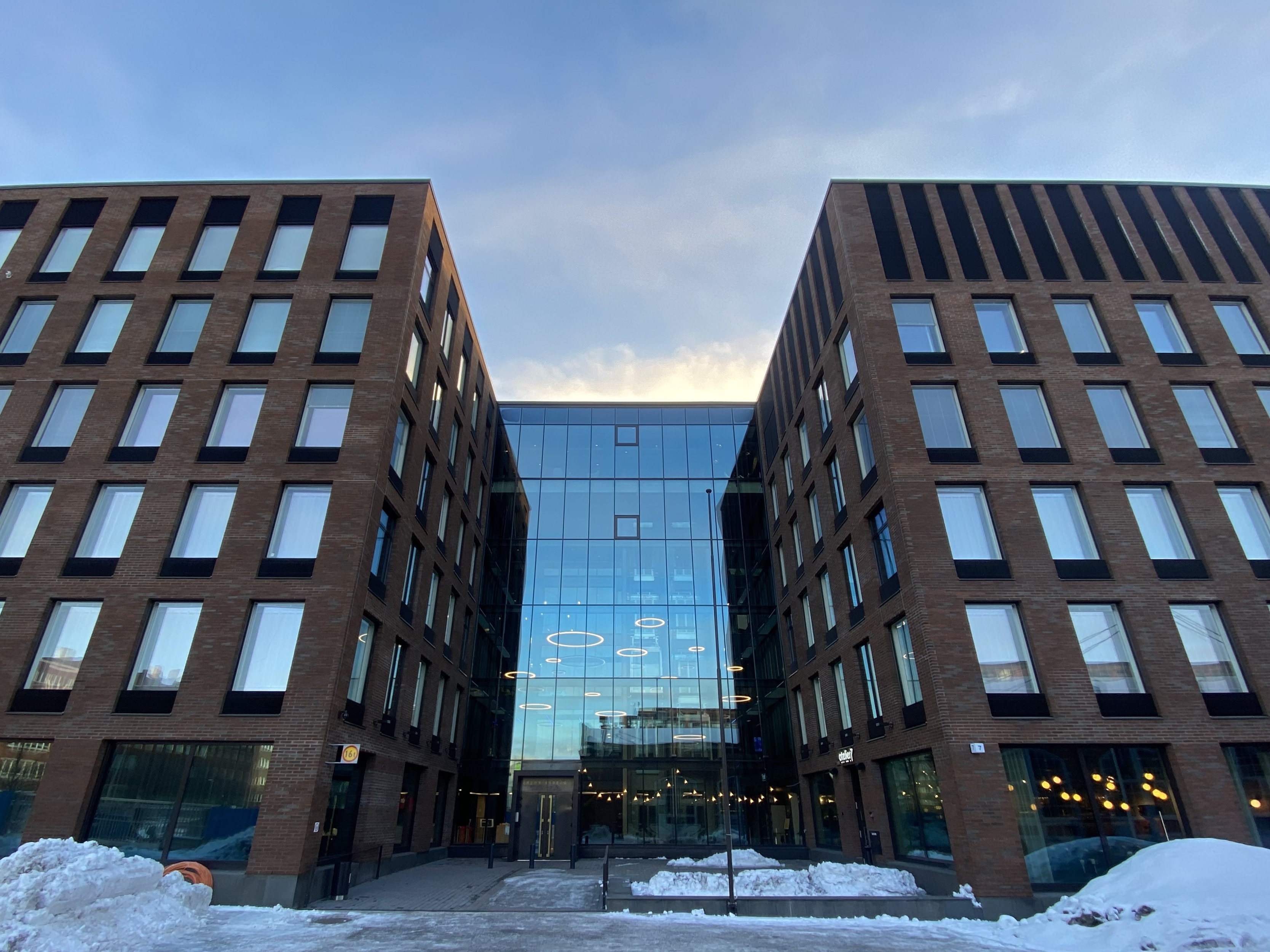
Fredriksberg D.